# Cardita calyculata

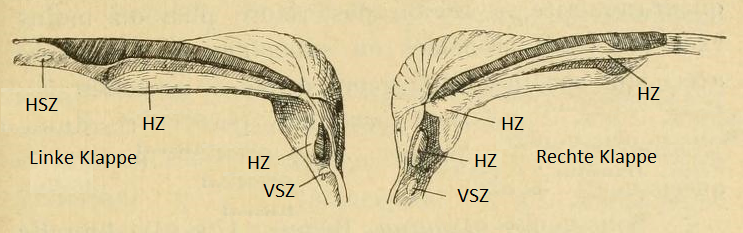
Schlosszähne von Cardita calyculata: HZ = Hauptzahn, HSZ = hinterer Seitenzahn, VSZ = vorderer Seitenzahn (aus Lamy, 1922: S. 221, Text-Abbildung)

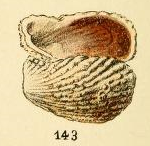
Cardita calyculata: der Ventralrand ist in diese Abbildung oben! (aus Dautzenberg, 1913: Taf. 42, Fig. 143)

Cardita calyculata ist eine Muschel-Art aus der Familie der Trapezmuscheln (Carditidae).

## Merkmale
Das gleichklappige, stark geblähte Gehäuse wird bis 30 mm lang. Es ist im Umriss annähernd rechteckig. Nordsieck gibt ein Verhältnis von: Länge = 30 mm, Höhe = 18 mm und Dicke = 19 mm an. Es ist stark nach hinten verlängert und daher sehr ungleichseitig. Sehr stark nach hinten verlängerte Exemplare wurden auch als var. oblonga Requien, 1848 bezeichnet. Die nach vorne eingerollten, vergleichsweise kleinen Wirbel sitzen nahe dem Vorderende. Der hintere Dorsalrand ist mäßig lang und steigt an. Der vordere Dorsalrand fällt steil ab, er geht direkt in den Ventralrand über. Der Übergang ist eng gerundet. Der Ventralrand ist gerade bis leicht konkav eingewölbt. Der hintere Dorsalrand geht mit einem sehr flachen Winkel in den weit ausgewölbten Hinterrand über. Der Übergang vom Vorderrand zum Ventralrand ist nicht markiert. Das Ligament liegt extern. Die Lunula ist klein, eiförmig und eingesenkt. Eine Area ist nicht ausgebildet. In der linken Klappe ist ein vorderer kurzer Hauptzahn, ein hinterer lamellenförmiger Hauptzahn und ein schwächerer hinterer Seitenzahn vorhanden. Gelegentlich tritt noch ein sehr kleiner vorderer Seitenzahn auf. In der rechten Klappe sitzen zwei nach hinten verlängerte, lamellenförmige Hauptzähne und ein kleinerer vorderer Seitenzahn. Es sind zwei Schließmuskeln vorhanden. Der hintere Schließmuskeleindruck ist etwas größer aber flacher als der vordere, erhabene Schließmuskelabdruck.
Die Schale ist dick fest. Die Ornamentierung besteht aus 17 bis 18 radialen Rippen, die im Kreuzungsbereich mit schwachen randparallelen Anwachsstreifen zu Lamellen verstärkt sind. Sie sind außerdem im langen hinteren Gehäuseteil wesentlich kräftiger als im vorderen kurzen Teil. Die Zwischenräume zwischen den Rippen sind sehr schmal. Die Rippen sind zunächst gerundet und werden zum Gehäuserand hin breiter, die Anzahl der Lamellen nimmt ab. Dafür werden die Lamellen knotig. Im hinteren Gehäuseteil werden die Rippen zudem etwas winklig. Die Oberfläche ist weiß, im hinteren Gehäuseteil kommen braune Flecke und Punkte vor. Der Gehäuserand ist grob gekerbt, die Rippen scheinen innen durch. Innen ist die Schale weiß, im hinteren Teil oft mit braunen Flecken. In manchen Exemplaren können die Rippen stark abgeschwächt sein (var. obsoleta Dautzenberg, 1881).
Rechte und linke Klappe des gleichen Tieres:

Rechte Klappe
Linke Klappe

## Geographische Verbreitung und Lebensraum
Das Verbreitungsgebiet der Art erstreckt sich von der französischen Atlantikküste, über die Küstengewässer um die Iberische Halbinsel bis ins Mittelmeer. Sie kommt auch in den Küstengewässern um die Kanarischen Inseln, den Azoren und Madeira  vor.
Die Tiefenverbreitung reicht vom Gezeitenbereich bis in 216 Meter Wassertiefe. Völlig aus dem Rahmen fällt ein Nachweis von den Azoren in 1385 Meter Wassertiefe. Die Tiere leben mit Byssusfäden angeheftet unter oder zwischen Steinen oder auch an den Wurzeln oder Stängeln von größeren Algen.

## Taxonomie
Die Art wurde 1758 von Carl von Linné unter dem ursprünglich Binomen Chama calyculata begründet. Es ist die Typusart der Gattung Cardita Bruguière, 1792. Synonyme sind: Cardita calyculata var. imperans de Gregorio, 1885, Cardita calyculata var. oblonga Requien, 1848, Cardita calyculata var. obsoleta Dautzenberg, 1883, Cardita calyculata var. obtusata Requien, 1848, Cardita calyculata var. pita de Gregorio, 1885, Cardita calyculata var. tirisa de Gregorio, 1885, Cardita calyculata var. unicolor Bucquoy, Dautzenberg & Dollfus, 1892, ?Cardita elongata Bronn, 1831, Cardita fabula Reeve, 1843, Cardita formosula Locard, 1892, Cardita sinuata Lamarck, 1819 und Mytilicardia elongata Fontannes, 1882.

## Belege

## Anmerkung
1. ↑  Manche Autoren geben an, dass sich das Verbreitungsgebiet entlang der westafrikanischen Küste bis nach Senegal erstreckt. Dies bezieht sich jedoch auf Cardita senegalensis (Reeve, 1843), ein Taxon das früher als Unterart von Cardita calyculata betrachtet wurde.